# 毀滅群星
《毀滅群星》是由英國工作室Lucid Games開發，索尼互動娛樂發行的戰鬥賽車遊戲。本作主打多人線上對戰，後續更新亦加入虛擬對手。本作原定作為PS5首發護航獨佔遊戲，因需開發延期於2021年2月發行，獨佔於PlayStation 5平台。

## 遊戲玩法
玩家會控制自己所扮演的各形各色的遊戲中明星選手，將會在鋪設有各類危險機關的動感競技場，遊戲中明星選手會以競技場上跑酷身手參加比賽，每位都會駕駛改裝車輛設有各式特異致命受傷的武器進行一番亂鬥，即使其車輛被破壞也能以個體攻擊干擾對手，亦可搶奪對手的車輛作為當場的駕駛兵器。

## 開發與發售
遊戲原定於2020年作為PS5平台首發獨佔遊戲推出，後來延至於2021年2月份發售，並進行遊戲宣傳活動透過會員形式進行發售起頭兩個月免費遊玩吸引玩家，及後在同年4月份起結束這次的免費遊玩宣傳活動。
在同年5月份製作團隊公布了更新計畫，除了遊戲內的車輛及武器等能力調整平衡外，因逐漸發現遊戲玩家在線人數不足，玩家在匹配時補足人數不足的情況下將會加入機器人(AI虛擬對手)，但在閃電戰模式則不會有機器人取代。

## 評價
| 汇总媒体   | 得分   |
| ---------- | ------ |
| Metacritic | 62/100 |

| 媒体          | 得分   |
| ------------- | ------ |
| Destructoid   | 6.5/10 |
| Game Informer | 8/10   |
| GameSpot      | 5/10   |
| IGN           | 6/10   |

據評論匯總網站Metacritic統計，遊戲獲得「好壞參半或中庸」的評價，玩家評價方面較為兩極分化。媒體普遍曾讚同在遊戲玩法的核心循環、機車整備工和車輛戰鬥特徵。遊戲的內容份量不足和擾人的微交易生態，則招致批評及感到不滿。